# Lumbini (strefa)
Lumbini (nep. लुम्बिनी अञ्चल) – jedna ze stref w regionie Paśćimańćal, w Nepalu. Stolicą tej strefy jest miasto Butwal.
Lumbini dzieli się na 6 dystryktów:
- Dystrykt Arghakhanchi (Sandhikharka),
- Dystrykt Gulmi (Tamghas),
- Dystrykt Kapilvastu (Taulihawa),
- Dystrykt Nawalparasi (Parasi),
- Dystrykt Palpa (Tansen),
- Dystrykt Rupandehi (Bhairahawa).